# Rutana
Rutana – miasto w Burundi; stolica prowincji Rutana; 21 tys. mieszkańców (2006). Przemysł spożywczy, włókienniczy.